# Ługwałd
Ługwałd (niem. Hochwalde) – wieś w Polsce położona w województwie warmińsko-mazurskim, w powiecie olsztyńskim, w gminie Dywity. W latach 1975–1998 miejscowość administracyjnie należała do województwa olsztyńskiego. Miejscowość znajduje się w historycznym regionie Warmia. We wsi znajduje się Jezioro Ługwałdzkie. We wsi działa Stowarzyszenie „Ługwałd” We wsi jest sklep oraz świetlica, znajdująca się w budynku dawnej szkoły, funkcjonują cztery pensjonaty, oferujące około 60 miejsc noclegowych. Przez wieś przebiega żółty szlak rowerowy, wyznaczony przez LGD „Warmiński Zakątek”, który prowadzi z Dywit do Brąswałdu i Barkwedy. We wsi znajduje się drewniana dzwonnica, dwie kapliczki przydrożne oraz trzy krzyże przydrożne.

## Historia
Po raz pierwszy w dokumentach Ługwałd wymieniany jest pod nazwą Hogenwalt (1363 r.), później zapisywano nazwę wsi jako Hogemwaldt (1625), Hogenwalde (1656), Hogwald (1656), Hugwaldt (1673). Od 1785 funkcjonowała nazwa Hochwalde. Polska nazwa Ługwałd pojawiła się w dokumentach w roku 1884. W 1947 r. przejściowo wieś nazywano Ługowo.
Wieś została założona w 1363 r., ale w czasie wojen Zakonu Krzyżackiego z Polską została zniszczona w XV w. Ponowna kolonizację nowymi osadnikami prowadził Mikołaj Kopernik w 1519 r., oraz ponownie po zniszczeniach wojennych w 1520 r., kiedy to sołtys Tomasz otrzymał pomoc od Kopernika na zagospodarowanie. W 1770 Ługwałd obejmował 30 włók, w tym cztery należące do sołtysa i 26 czynszowe.
W okresie międzywojennym w Ługwałdzie aktywny był Związek Polaków w Niemczech, do którego należeli m.in.: Jakub i Maria Ehmowie, Józef Kalisz, Matylda Skrzybska, Marta, August i Rozalia Surrejowie.
W 1993 r. Ługwałd liczył 151 mieszkańców, w 2007 r. we wsi zameldowane były 374 osoby, natomiast w 2012 r. – 456 mieszkańców.
31 sierpnia 2013 wieś hucznie obchodziła 650 rocznicę założenia.

## Ludzie związani z Ługwałdem
Z Ługwałdu pochodzi Józef Jagałła (1890-1970), polski działacz plebiscytowy na Warmii. Ukończył szkołę rolniczą w Olsztynie. W czasie I wojny światowej służył w wojsku niemieckim. W 1920 wstąpił do wojska polskiego i pracował w Naczelnej Komendzie Straży Ludowej w Olsztynie. Po przegranym plebiscycie wyjechał w Poznańskie, na stałe osiadł w Bydgoszczy.